# Meneñstadion

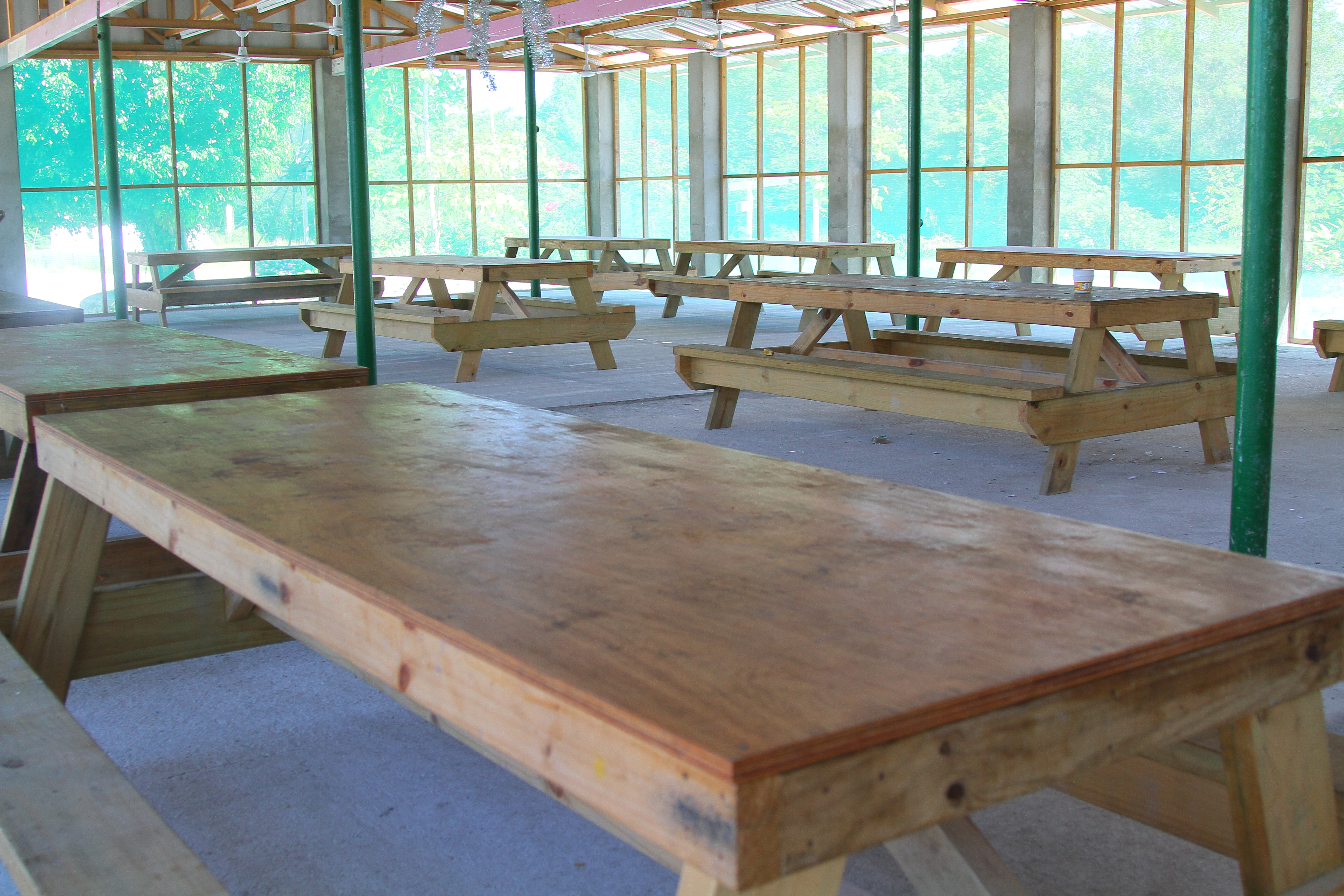
En del av stadion har använts som matsal för asylsökande.

Meneñstadion är Naurus nationalstadion, beläget i distriktet Meneng (Meneñ är ett gammalt skrivsätt för Meneng). Stadion är spelbar, men fortfarande under konstruktion och har stått ofärdig sedan 2002, huvudsakligen på grund av finansiella problem. Den ska liksom nationalarenan i Yaren ha plats för 3 500 åskådare, men till skillnad från den finns endast sittplatser här.